# Navin Endruz
Navin Endruz (engl. Naveen Andrews; rođen 17. januara 1969) je britanski glumac. Najpoznatiji je ulogama u filmu Grihhaus (2007) i televizijskoj seriji Izgubljeni kao Sajid Džarah.

## Biografija

### Detinjstvo i mladost
Endruz je rođen u Londonu. Majka Nirmala, psiholog i otac Stenli Endruz, biznismen su imigranti iz Indije. Rastao je u Vondsvortu, Južnom Londonu.

### Karijera
Endruz je išao na audiciju za školu glume. Otišao je u londonsku školu umetnosti i muzike sa Juanom Makgregorom i Dejvidom Tjulisom. Njegovo učenje se isplatilo kada je dobio ulogu u filmu Hanifa Kurešija, London me ubija (1991). Najpoznatiji je po svojoj ulozi Kip u filmu Engleski pacijent (1996) i kao Sajid Džarah u američkoj seriji Izgubljeni (2004). Pojavio se u filmu Grajndhaus (2007) reditelja Roberta Rodrigeza i Kventina Tarantina.